# Belver (Carrazeda de Ansiães)
Belver is een plaats (freguesia) in de Portugese gemeente Carrazeda de Ansiães en telt 361 inwoners (2001).